# Cold as Ice
Cold as Ice is een nummer van de Brits-Amerikaanse band Foreigner uit 1977. Het nummer werd op 23 juli dat jaar op single uitgebracht in de VS, Canada, Europa, Australië en Nieuw-Zeeland. In september volgde Japan.

## Achtergrond
Het is een van de bekendste platen van Foreigner en staat op hun gelijknamige debuutalbum uit maart 1977.
De plaat werd wereldwijd een hit en bereikte in thuisland de Verenigde Staten de 6e positie in de Billboard Hot 100 en in Canada de 9e positie, Australië de 32e en in het Verenigd Koninkrijk werd de 24e positie bereikt in de UK Singles Chart.
In Nederland werd de plaat op zaterdag 3 september 1977 door de omroepen NCRV, KRO, VARA en de NOS verkozen tot de 337e Troetelschijf van de week op Hilversum 3 en werd een hit in de destijds twee landelijke hitlijsten op de nationale publieke popzender. De plaat bereikte de 10e positie in de Nationale Hitparade en de 13e positie in de Nederlandse Top 40. In de op Hemelvaartsdag 27 mei 1976 gestarte nieuwe Europese hitlijst op Hilversum 3, de TROS Europarade, werd de 24e positie bereikt.
In België bereikte de plaat de 20e positie in zowel de voorloper van de Vlaamse Ultratop 50 als de Vlaamse Radio 2 Top 30. In de voorloper van de Waalse Ultratop 50 werd de 49e positie behaald.
Sinds de allereerste editie in december 1999 staat de plaat onafgebroken genoteerd in de jaarlijkse NPO Radio 2 Top 2000 van de Nederlandse publieke radiozender NPO Radio 2, met als hoogste notering tot nu toe een 617e positie in 2002.

## Hitnoteringen

### NPO Radio 2 Top 2000
| Nummer met noteringen in de NPO Radio 2 Top 2000 | '99 | '00 | '01 | '02 | '03 | '04 | '05 | '06 | '07  | '08 | '09  | '10  | '11  | '12  | '13  | '14  | '15  | '16  | '17 | '18  | '19  | '20  | '21  | '22  | '23  | '24  |
| ------------------------------------------------ | --- | --- | --- | --- | --- | --- | --- | --- | ---- | --- | ---- | ---- | ---- | ---- | ---- | ---- | ---- | ---- | --- | ---- | ---- | ---- | ---- | ---- | ---- | ---- |
| Cold as Ice                                      | 782 | 667 | 654 | 617 | 720 | 694 | 714 | 929 | 1283 | 835 | 1166 | 1344 | 1217 | 1287 | 1418 | 1372 | 1450 | 1517 | 937 | 1334 | 1370 | 1332 | 1501 | 1464 | 1702 | 1835 |

1. ↑  Een vetgedrukt getal geeft de hoogste notering aan.